# Futurs insolites
Futurs insolites est un recueil de nouvelles de science-fiction en français, publié en Suisse et paru en février 2016, dont le thème est la Suisse dans le futur. Le recueil a été composé par Elena Avdija et Jean-François Thomas. Il porte comme sous-titre la mention « Laboratoire d'anticipation helvétique ».
Le recueil est précédé d'une préface d'Elena Avdija et Jean-François Thomas (p. 9 à 12). Il est suivi d'une postface de Marc Atallah (p. 360 à 371), de la bibliographie de chacun des auteurs (p. 372 à 379) et d'une table des matières.
Il a été précédé en 2009 par un autre recueil sur la même thématique : Défricheurs d'imaginaire.

## Extraits de la préface
« Après la chute des États-Nations, ou l'invention de la téléportation, que restera-t-il de la Confédération helvétique ? (…) L'idée originale de ce projet était d'offrir aux auteur-es romand-es de science-fiction une plateforme d'écriture et de publications ancrée en Suisse : une fenêtre d'opportunité ponctuelle qui permette aux auteur-es intéressé-es de contribuer à la vie de la scène littéraire romande de science-fiction. De ce premier élan presque régionaliste est née l'idée d'une thématique : celle de la Suisse comme laboratoire d'imagination et de pensée futuriste. »
— Extraits du début de la préface
« À vous, lecteur/lectrice de découvrir ces regards d'écrivains qui tournevissent les boulons de la superstructure helvétique, parfois en utilisant leurs outils de manière peu conventionnelle en déformant les contours de notre réalité… Car la science-fiction, bien plus qu'un défilé de vaisseaux spatiaux et de robots tout-puissants, offre cela : une déformation de réalités déjà bien élastiques, une reconfiguration des paramètres qui régissent les sociétés afin de mieux les appréhender, de mieux les interroger, de mieux déceler les dangers afin de construire un futur dans lequel il fera bon vivre. Nous vous souhaitons un bon voyage 
! »
— Trois dernières phrases de la préface

## Liste des nouvelles

### Helvé…ciao
- Auteur : Emmanuelle Maia sur le site NooSFere
- Situation dans le recueil : p. 14 à p. 39.
- Résumé : À la suite d'un référendum, la Suisse a réduit de manière drastique les immigrés légaux et s'est repliée sur elle-même. Le savant génial Éric Neuenschwander a créé le « Tunnel » qui permet, avec l'invention de la téléportation et la création d'une puce électronique spéciale, d'éviter que le moindre migrant qui pénètre sans autorisation en Suisse se retrouve immédiatement renvoyé à l'extérieur du territoire helvétique. L'entrée dans le pays est donc subordonnée à des autorisations liées à des mécanismes scientifiques permettant d'accueillir, ou non, les étrangers. Néanmoins la population du pays a beaucoup vieilli, notamment à cause du faible taux de fécondité et des progrès énormes des pilules anti-âge. Au début du récit, le jeune Matteo, petit-fils d'Éric Neuenschwander, est pris en charge dès la frontière par Alma Bazzarini dont la mission est d'amener Matteo devant son grand-père. La mère de Matteo (et fille d'Éric Neuenschwander) est morte et Matteo se demande si le vieil homme veut évoquer avec lui le futur héritage. L'entretien a lieu, et Éric informe Matteo qu'il va effectivement bientôt mourir, son traitement anti-âge devenant progressivement sans efficacité. Mais il ne veut pas que les informations qu'il a acquises au cours de sa longue vie de labeur et de découvertes scientifiques soient perdues à jamais. Il demande à Matteo d'accepter « l'Incorporation », mécanisme physico-neurologique qui permet de conserver un esprit humain dans celui d'un autre homme, en contrepartie de quoi Matteo héritera de l'intégralité de la fortune du vieil homme. Le lendemain, l'Incorporation est faite. On apprend alors que l'esprit de la compagne d'Éric Neuenschwander, Anna-Lisa, avait déjà été fixé sur celui d'Alma, et que le but d'Éric était de faire de-même avec Matteo pour que le couple qu’il formait avec Anna-Lisa perdure. Mais les résultats de l'intervention neurologique ne sont pas à la hauteur des espérances d'Éric Neuenschwander : son esprit n'arrive pas à se fixer dans celui de Matteo et le vieil homme, glacé par le comportement d'Alma/Anna-Lisa, découvre que celle-ci est tombée amoureuse de Matteo et a fait en sorte que l'Incorporation soit un échec total.

### Alleingang
- Auteur : Nicolas Alucq
- Situation dans le recueil : p. 40 à p. 61.
- Titre : voir Alleingang (de) sur wikipedia en langue allemande. « Alleingang » peut se traduire par « en solo », « en solitaire », « tout seul ».
- Articles connexes :
  - Bataille de Bibracte
  - « Guerres des Gaules » de Jules César : Campagne contre les Helvètes et les Boïens
- Remarque : l'auteur évoque l'action du roi Divico et la bataille de Bibracte dans un très lointain futur, avec usage de vaisseaux spatiaux, dans le style du space opera.
- Résumé : La petite nation helvète, dirigée par le roi Divico, est menacée par la République. Celle-ci, battue trente ans auparavant par les Helvètes, se prépare à une bataille qu'elle espère décisive. Sur la planète Condate, les Helvètes, en sous-effectifs et à la flotte spatiale réduite, se préparent à la bataille. Le roi Divico sait que son peuple ne pourra pas vaincre. Il a donc établi un plan : lancer une seule attaque et en profiter, très rapidement, pour capituler.

### SuissID
- Auteur : Vincent Gerber
- Situation dans le recueil : p. 62 à p. 73.
- Remarque : le titre SuissID joue sur l'homophonie entre « Suicider » et « Suisse idée ».
- Résumé : La société SuissID a été créée, son objet social est l'aide au suicide rationnelle dans un cadre commercial. Parallèlement à l'interview de son dirigeant, qui explique dans les médias à quel point la croissance de la société est forte et son succès paraît évident, le lecteur assiste à plusieurs échanges téléphoniques entre M. Lampin, qui souhaite se suicider prochainement, et la société. Sur un ton froid et commercial, l'agent de la société évoque les détails du suicide : date et lieu, modalités techniques du suicide, durée pour mourir, coût de la prestation, etc. La fin se termine par une chute inattendue : les agents de SuissID se sont trompés d'adresse et ont « suicidé » par erreur une autre personne ; M. Lampin téléphone pour se plaindre et pour annuler l'assistance au suicide.
- Lien avec une autre nouvelle : comparer avec Issue de Secours, même recueil, p. 246 à p. 253.

### Rhodanish Elektrik AG
- Auteur : Adrien Bürki

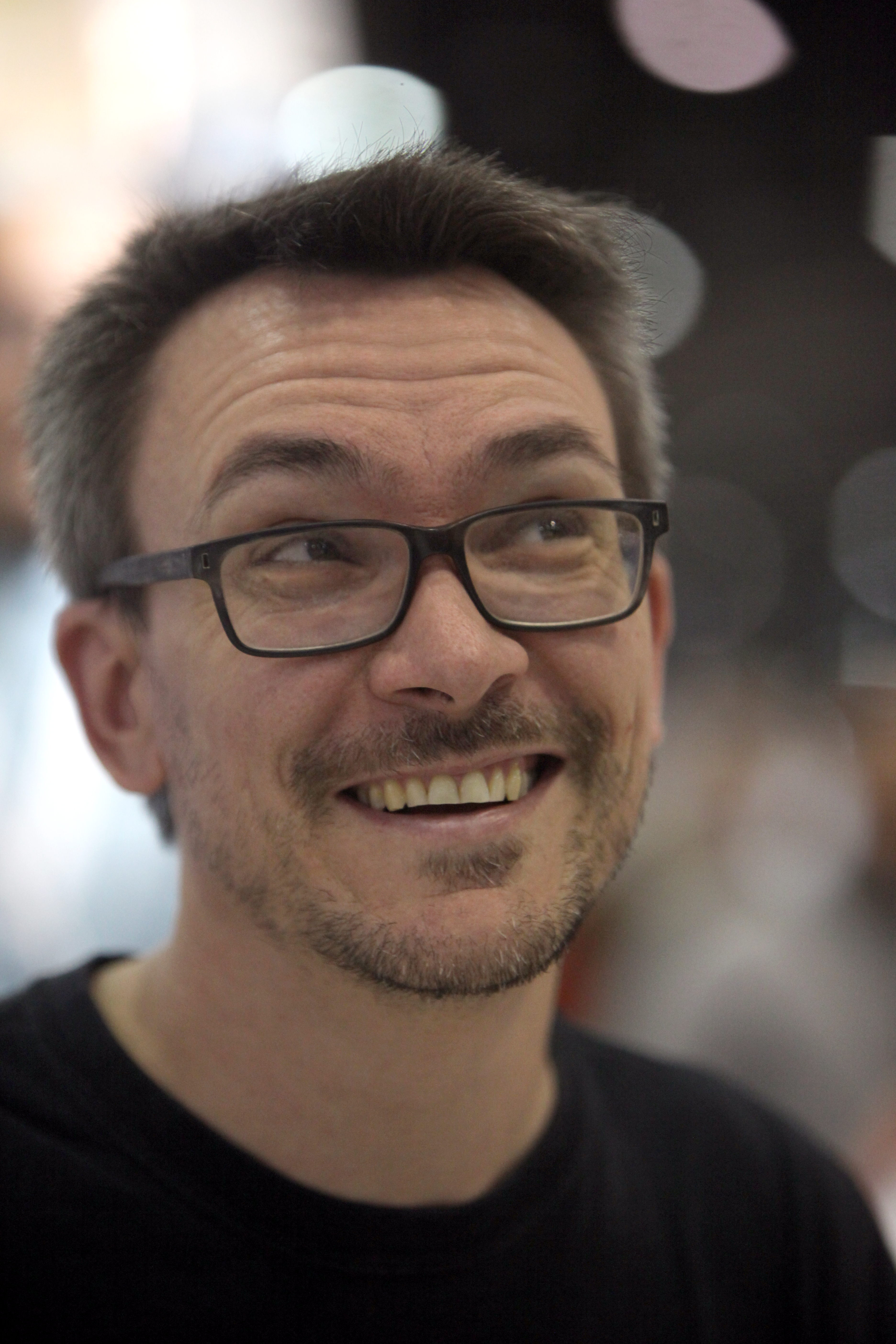
Adrien Bürki au Salon du Livre 2019 de Genève.

- Situation dans le recueil : p. 74 à p. 96.
- Résumé : Les autorités suisses ont lancé un projet ambitieux et colossal : assécher le lac Léman et construire un gigantesque barrage sur le Rhône afin de bénéficier d'une production électrique qui pourvoira le pays en énergie. La Suisse sera ainsi indépendante énergétiquement. Les travaux ont duré quarante ans et les opposants ont été vaincus, d'abord politiquement, puis par l’échec d'un commando envoyé par les écologistes pour empêcher l'édification du barrage. Aujourd'hui, le lac Rhône est un très beau lac, le canton du Valais, noyé, a disparu, l'ouvrage est terminé et fonctionne parfaitement. Sauf que le gardien du barrage, Hamit, est le seul à se rendre compte que les architectes et ingénieurs, chinois ou indiens, ont utilisé des matériaux inadéquats et ont rogné sur la qualité des matériaux employés, sans que les fonctionnaires fédéraux s'en aperçoivent. Le barrage « prend l'eau », se fissure, se lézarde. Ce que les opposants n'avaient pas pu réaliser, la structure intrinsèque de l'ouvrage le permet : le barrage s'éventre, se désintègre, et laisse passer des milliards de mètres cubes d'eau vers la France, noyant la vallée du Rhône jusqu'à la Méditerranée.

### Mission divine
- Auteur : Jean-Marc Ligny
- Situation dans le recueil : p. 98 à p. 110.
- Résumé : Dans une Suisse bouleversée par le réchauffement climatique, un Chrétien extrémiste, Hans Meyer, s'estime choisi par Dieu pour purger son village (Sufers, dans le canton des Grisons) des incroyants. Sous le coup de ce qu'il pense être une mission assignée par Dieu, il assassine ses voisins, sa femme et tous ceux qu’il considère comme devant disparaître de la Terre. Il sera la victime involontaire de la moisine, un poison violent issu d'un végétal en apparence inoffensif.

### La Mémoire de Lo
- Auteur : François Rouiller
- Situation dans le recueil : p. 112 à p. 172.
- Résumé :

### Là où croit le pays
- Auteur : Anthony Vallat
- Situation dans le recueil : p. 174 à p. 198.
- Résumé :

### Exit
- Auteur : Denis Roditi
- Situation dans le recueil : p. 200 à p. 221.
- Résumé :

### Audemars, le ver
- Auteur : André Ourednik
- Situation dans le recueil : p. 222 à p. 245.
- Résumé : Le récit, énoncé à la première personne du singulier, prend place dans une Suisse qui, après avoir vécu la sombre période de la « Saturation » de l'espace littéraire et intellectuel de l'écrit et des archives, a vu la création de « vers » artificiels et mécaniques. Ces engins, pilotés par des « collecteurs », permettent de détecter et de collecter, officiellement pour les détruire, tous les documents écrits sur papier ou sur supports numériques. Le but est de faire « place nette » et de ne plus laisser le présent encombré par les écrits et les archives du passé. La narration est ainsi faite par l'un des techniciens d'un vers. Ce vers a pour appellation Audemars Piguet, du nom d'une entreprise suisse connue (d'où le titre de la nouvelle). Le narrateur raconte son activité pour traquer les Archivistes et collecter leurs bibliothèques et bases de données. La fin de la nouvelle présente une situation à laquelle le narrateur ne s'attendait pas, et qui lui permettra d'être plus efficace dans son travail.
- Citation : « Nous ne détruisons pas ce qui est et ce qui vit. Seulement ce qui a été et qui persiste. Il faut de la place pour ce qui vient. » (p. 236).

### Issue de Secours
- Auteur : Florence Cochet
- Situation dans le recueil : p. 246 à p. 253.
- Résumé : Un extraterrestre est sur le point de mourir. Avec sa compagne, il se rend sur la station spatiale Helvética où on l'aidera à subir une euthanasie, dans le cadre d'une assistance au suicide fortement désirée.
- Lien avec une autre nouvelle : comparer avec SuissID, même recueil, p. 62 à p. 73.

### Vreneli
- Auteur : Julien Chatillon-Fauchez
- Situation dans le recueil : p. 254 à p. 284.
- Résumé :

### Sketches helvétiques
- Auteur : Bruno Pochesci
- Situation dans le recueil : p. 286 à p. 312.
- Résumé : Cinq personnes attendent sur un quai de la gare de Bâle. Aucun train n'arrive. Elles attendent. Soudain un train non indiqué sur les panneaux d'information surgit. Les cinq personnes montent dans ce train. Le narrateur évoque la vie passée récente de chacun de ces voyageurs :
  - Dieter Grüber est un banquier ; il a contribué à cacher l'existence de comptes ouverts par des juifs dans sa banque durant la Seconde Guerre mondiale.
  - Arthur Cathonas est un cadre dans une société qui fabrique du chocolat ; il a reçu une invitation pour déguster un nouveau chocolat (l'échantillon qu'il a reçu est délicieux).
  - Lara Gervasoni est médecin-légiste ; elle est aussi une tueuse en série qui autopsie les cadavres des gens qu'elle a elle-même tués.
  - Pierre Chaillet est garde suisse ; il surprend sa compagne (qu'il doit bientôt épouser) en train de forniquer avec le pape ; pris d'un accès de démence il tue le pape et sa compagne à l'aide de son hallebarde de service.
  - Meliha Coskun est une guide de montagne.

Ces cinq personnes ont pour point commun d'être décédées récemment : elles ont été assassinées ( Dieter Grüber, Arthur Cathonas), ou subi une crise cardiaque (Lara Gervasoni), ou encore décidé de se suicider (Pierre Chaillet, Meliha Coskun). Le train qu'elles ont pris est un train qui les emmène vers nulle part, ou pour certaines d'entre elles, vers l'enfer ?

### La Vallée perdue
- Auteur : Gulzar Joby
- Situation dans le recueil : p. 314 à p. 345.
- Résumé :

### Baptistin
- Auteur : Olivier Sillig
- Situation dans le recueil : p. 346 à p. 359.
- Résumé : Baptistin est un paysan qui vit en Suisse en 1473. Un vaisseau spatial apparaît, une entité en sort, intime l'ordre à Baptistin de pénétrer dans l'engin. Il est enfermé dans un caisson et placé en biostase tandis que l'entité s'empare de ses habits et quitte le vaisseau. Baptistin a interprété ces événements à sa manière : Belzébuth l’a fait prisonnier et l'a enfermé dans un chariot géant et démoniaque. Baptistin se réveille en 1953. Il est pris en charge par la police locale qui ignore qui il est et ce qu'il faisait dans une sorte de combinaison métallique. Baptistin est placé en hôpital psychiatrique. Au fil du temps, dans la mesure où il ne paraît ni dément ni agressif, on lui donne de plus en plus de liberté. Un jour, en regardant la télévision, Baptistin comprend ce qu’il s'est passé : l'entité n'était pas démoniaque (c'était un être humain) et le chariot géant était un vaisseau spatial venu du futur. Baptistin va alors tenter de construire une radio permettant de contacter, à travers l'espace-temps, le spationaute qui a pris sa place…